# Echte Kerle
Pour plus de détails, voir Fiche technique et Distribution.
Echte Kerle (en français De vrais types) est un film allemand réalisé par Rolf Silber sorti en 1996.

## Synopsis
Le commissaire de Francfort Christoph Schwenk, qui dit de lui-même être un muscardin[pas clair] et a un penchant pour les ours en peluche, est un vrai macho. Après avoir été expulsé de l'appartement partagé par sa compagne, Christoph noie son chagrin dans l'alcool dans une boîte de nuit. À sa grande horreur, il se réveille le lendemain matin nu dans le lit du mécanicien automobile gay Edgar. Confus de savoir ce qui eût pu se passer la nuit dernière, il regarde tout de suite dehors. Cependant, comme il ne trouve pas d'autre logement à la hâte et que sa voiture est volée, il emménage temporairement chez Edgar. Il est immédiatement tombé amoureux de Christoph et se moque maintenant d'accueillir Christoph avec son homophobie.
Pendant ce temps, la policière intelligente et séduisante Helen est affectée à l'équipe de Christoph. Avec son collègue Mike, ils sont censés arrêter un gang de contrebandiers de voitures. Quand Helen veut fêter ses débuts dans un bar, elle et Mike tombent par hasard sur Christoph et Edgar. Dans la foulée, Edgar, qui gagne en réalité sa vie en maquillant des voitures volées, raconte qu'il a un sous-locataire policier.
Après que les policiers Kallenbach et Deichsel aient vu à plusieurs reprises Christoph dans la rue avec Edgar, la rumeur se répand que Christoph est gay. Il doute maintenant de sa masculinité, ce qui lui donne également de nouvelles perspectives et le rend plus sensible à ses semblables.
Même Helen, qui est tombée amoureuse de Christoph et se rapproche brièvement de lui, est vite convaincue qu'il n'aime que les hommes. À son tour, son collègue Mike soupçonne Helen d'être attirée par son propre sexe après l'avoir vue avec une femme qui n'est que la sœur bienveillante d'Helen, Karin. L'ex-petit ami jaloux d'Edgar, Marco, provoque une confusion supplémentaire, qui entre dans le champ de vision de la police pour du maquillage de voitures volées et menace de conduire les agents des forces de l'ordre chez Edgar.
Lorsque Christoph et Helen font une planque, seuls dans un appartement vide avec des jumelles et des caméras pour prendre les voleurs de voitures en flagrant délit, ils ne peuvent plus cacher leurs sentiments l'un pour l'autre. Ils couchent ensemble et ratent l'occasion d'arrêter les voleurs de voitures. Après que Christoph et Helen se soient retrouvés, c'est étonnamment Mike qui s'avère être gay et s'assure que son ami Edgar ne soit pas exposé.

## Fiche technique
- Titre : Echte Kerle
- Réalisation : Rolf Silber assisté d'Arno Drechsel
- Scénario : Rolf Silber, Rudolf Bergmann
- Musique : Peter W. Schmitt
- Directeur artistique : Agnette Schloesser
- Costumes : Christina Schnell
- Photographie : Jürgen Herrmann
- Son : Wolfgang Wirtz
- Montage : Inez Regnier
- Production : Gerd Huber, Renate Seefeldt
- Société de production : Bayerischer Rundfunk, Cobra Film GmbH
- Société de distribution : Buena Vista International
- Pays d'origine :  Allemagne
- Langue : allemand
- Format : Couleur - 1,85:1 - Dolby Digital - 35 mm
- Genre : Comédie
- Durée : 102 minutes
- Dates de sortie :
  -  Allemagne : 30 mai 1996.

## Distribution
- Christoph M. Ohrt : Christoph Schwenk
- Tim Bergmann (de) : Edgar
- Carin C. Tietze (de) : Helen
- Oliver Stokowski (de) : Mike
- Rudolf Kowalski (de) : Kallenbach
- Dieter Brandecker (de) : Deichsel
- Daniela Ziegler (de) : Iris
- Ina Weisse : Karin
- Andreas Pietschmann : Marco
- Heinz Werner Kraehkamp : le motocycliste
- Antonio Putignano (de) : le livreur de pizza

## Production
Les enregistrements en extérieur, qui durent du 8 août au 2 septembre 1995, ont lieu à Francfort-sur-le-Main. Afin de faire ressortir au mieux le panorama urbain nocturne de Francfort pour une courte scène, les producteurs écrivent à tous les bureaux du gratte-ciel et demandent aux occupants d'allumer les lumières dans les bureaux pendant une nuit. Les plans intérieurs, comme les scènes de l'appartement d'Edgar, sont tournés à Cologne du 4 au 25 septembre 1995.
Echte Kerle sort en Allemagne le 30 mai 1996. Le film rapporte environ 6,5 millions d'euros au box-office allemand avec 1,2 million de spectateurs.

## Récompenses et nominations
- Deutscher Filmpreis 1997 :
  - Meilleur montage pour Inez Regnier[4].
  - Nomination pour le Deutscher Filmpreis du meilleur acteur dans un second rôle pour Tim Bergmann (de).
- Prix Bernhard-Wicki du Festival international du film d'Emden-Norderney 1996 pour Rolf Silber[5].

## Source de la traduction
- (de) Cet article est partiellement ou en totalité issu de l’article de Wikipédia en allemand intitulé « Echte Kerle (Film) » (voir la liste des auteurs).